# Santa Rita (Jalisco)
Santa Rita es una localidad del estado mexicano de Jalisco. Es parte del municipio de Ayotlán.

## Toponimia
El nombre «Santa Rita» hace referencia a la santa patrona de la localidad: Rita de Casia.

## Demografía
| Gráfica de evolución demográfica |
|                                  |

| Censo | Población |
| ----- | --------- |
| 1900  | 1 002     |
| 1910  | 1 011     |
| 1921  | 1 473     |
| 1930  | 836       |
| 1940  | 1 728     |
| 1950  | 2 153     |
| 1960  | 2 238     |
| 1970  | 1 895     |
| 1980  | 2 437     |
| 1990  | 2 774     |
| 2000  | 2 492     |
| 2010  | 2 638     |
| 2020  | 2 608     |